# Nagroda im. Miles Franklin
Nagroda im. Miles Franklin (ang. Miles Franklin Award) – australijska nagroda literacka przyznawana dorocznie za „powieść o najwyższych walorach, ukazującą życie w Australii we wszelkich przejawach”. Ustanowiono ją w 1957 z woli pisarki Miles Franklin. W 2011 wartość nagrody wyniosła 50 tys. dolarów australijskich.

## Laureaci
| Rok  | Autor                     | Tytuł                                                   | Wydawca                        |
| ---- | ------------------------- | ------------------------------------------------------- | ------------------------------ |
| 2020 | Tara June Winch           | The Yield                                               | Penguin Random House Australia |
| 2019 | Melissa Lucashenko        | Too much lip                                            | University of Queensland Press |
| 2018 | Michelle de Kretser       | The Life to Come                                        | Allen & Unwin                  |
| 2017 | Josephine Wilson          | Extinctions                                             |                                |
| 2016 | A.S. Patrić               | Black Rock White City                                   |                                |
| 2015 | Sofie Laguna              | Eye of the Sheep                                        |                                |
| 2014 | Evie Wyld                 | All The Birds, Singing                                  |                                |
| 2013 | Michelle de Kretser       | Questions of Travel                                     |                                |
| 2012 | Anna Funder               | All That I Am                                           |                                |
| 2011 | Kim Scott                 | That Deadman Dance                                      | Picador                        |
| 2010 | Peter Temple              | Truth                                                   | Text Publishing                |
| 2009 | Tim Winton                | Breath                                                  | Hamish Hamilton                |
| 2008 | Steven Carroll            | The Time We Have Taken                                  | Harper Collins                 |
| 2007 | Alexis Wright             | Carpentaria                                             | Giramondo                      |
| 2006 | Roger McDonald            | The Ballad of Desmond Kale                              | Vintage                        |
| 2005 | Andrew McGahan            | The White Earth                                         | Allen & Unwin                  |
| 2004 | Shirley Hazzard           | The Great Fire                                          | Farrar Straus and Giroux       |
| 2003 | Alex Miller               | Journey to the Stone Country                            | Allen & Unwin                  |
| 2002 | Tim Winton                | Dirt Music                                              | Picador                        |
| 2001 | Frank Moorhouse           | Dark Palace                                             | Knopf                          |
| 2000 | Thea Astley Kim Scott     | Drylands Benang                                         | Penguin Books Fremantle Press  |
| 1999 | Murray Bail               | Eucalyptus                                              | Random House                   |
| 1998 | Peter Carey               | Jack Maggs                                              | University of Queensland Press |
| 1997 | David Foster              | The Glade within the Grove                              | Harper Collins                 |
| 1996 | Christopher Koch          | Highways to a War                                       | Heinemann                      |
| 1995 | Helen Demidenko           | The Hand That Signed the Paper                          | Allen & Unwin                  |
| 1994 | Rodney Hall               | The Grisly Wife                                         | Macmillan                      |
| 1993 | Alex Miller               | The Ancestor Game                                       | Penguin Books                  |
| 1992 | Tim Winton                | Cloudstreet                                             | Penguin Books                  |
| 1991 | David Malouf              | The Great World                                         | Chatto & Windus                |
| 1990 | Tom Flood                 | Oceana Fine                                             | Allen & Unwin                  |
| 1989 | Peter Carey               | Oscar and Lucinda                                       | University of Queensland Press |
| 1987 | Glenda Adams              | Dancing on Coral                                        | Viking Press                   |
| 1986 | Elizabeth Jolley          | The Well                                                | Viking Press                   |
| 1985 | Christopher Koch          | The Doubleman                                           | Chatto & Windus                |
| 1984 | Tim Winton                | Shallows                                                | Allen & Unwin                  |
| 1982 | Rodney Hall               | Just Relations                                          | Penguin Books                  |
| 1981 | Peter Carey               | Bliss                                                   | Faber and Faber                |
| 1980 | Jessica Anderson          | The Impersonators                                       | Macmillan                      |
| 1979 | David Ireland             | A Woman of the Future                                   | Penguin Books                  |
| 1978 | Jessica Anderson          | Tirra Lirra By the River                                | Macmillan                      |
| 1977 | Ruth Park                 | Swords and Crowns and Rings                             | Nelson Books                   |
| 1976 | David Ireland             | The Glass Canoe                                         | Macmillan                      |
| 1975 | Xavier Herbert            | Poor Fellow My Country                                  | Fontana                        |
| 1974 | Ronald McKie              | The Mango Tree                                          | Collins                        |
| 1972 | Thea Astley               | The Acolyte                                             | Angus and Robertson            |
| 1971 | David Ireland             | The Unknown Industrial Prisoner                         | Angus and Robertson            |
| 1970 | Dal Stivens               | A Horse of Air                                          | Angus and Robertson            |
| 1969 | George Johnston           | Clean Straw for Nothing                                 | Collins                        |
| 1968 | Thomas Keneally           | Three Cheers for the Paraclete                          | Angus and Robertson            |
| 1967 | Thomas Keneally           | Bring Larks and Heroes                                  | Cassell                        |
| 1966 | Peter Mathers             | Trap                                                    | Cassell                        |
| 1965 | Thea Astley               | The Slow Natives                                        | Angus and Robertson            |
| 1964 | George Johnston           | My Brother Jack                                         | Collins                        |
| 1963 | Sumner Locke Elliott      | Careful, He Might Hear You                              | Harper and Row                 |
| 1962 | Thea Astley George Turner | The Well Dressed Explorer The Cupboard Under the Stairs | Angus & Robertson Cassell      |
| 1961 | Patrick White             | Riders in the Chariot                                   | Eyre & Spottiswoode            |
| 1960 | Elizabeth O’Conner        | The Irishman                                            | Angus and Robertson            |
| 1959 | Vance Palmer              | The Big Fellow                                          | Angus and Robertson            |
| 1958 | Randolph Stow             | To the Islands                                          | Penguin Books                  |
| 1957 | Patrick White             | Voss                                                    | Eyre & Spottiswoode            |